# Estação Bellvitge

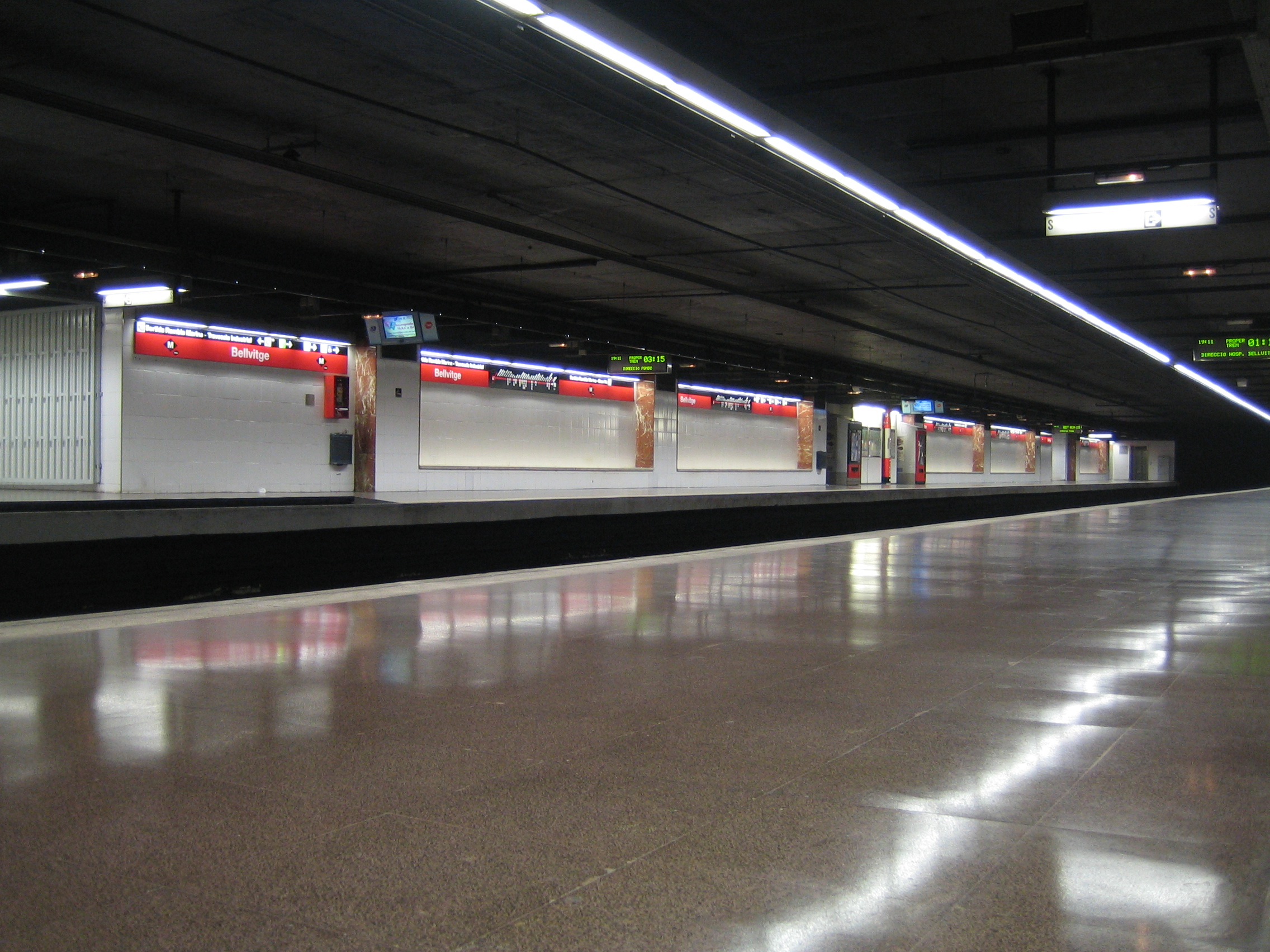
Plataforma de embarque da estação Bellvitge (Metro de Barcelona).

Bellvitge é uma estação do Metro de Barcelona.

## História
A estação foi inaugurada em 1989, quando a linha L1 foi estendida da estação Avinguda Carrilet para a estação Hospital de Bellvitge.

## Localização
Situada no município de L'Hospitalet de Llobregat da área metropolitana de Barcelona, que deve o seu nome ao bairro vizinho de Bellvitge. A estação é servida pela linha L1. Fica a cerca de 750 metros a oeste da estação ferroviária de Bellvitge, servida pela Rodalies de Catalunya e por serviços ferroviários regionais. Localizada abaixo da Rambla de la Marina e pode ser acessada de ambos os lados da estrada. As entradas da estação acessam duas bilheterias subterrâneas, que por sua vez dão acesso a duas plataformas laterais de 96 metrosde comprimento em um nível inferior.